# World Values Survey
De World Values Survey (WVS) is een onderzoeksproject waarbij het geloof- en waardepatronen van mensen onderzocht wordt. Daarbij wordt bestudeerd hoe deze patronen in de loop der jaren veranderen. Ook wordt er gekeken naar de invloed van waarden op sociaal en politiek terrein.
Sinds 1981 heeft een wereldwijd netwerk van sociologen in bijna 100 landen representatieve nationale enquêtes doorgevoerd en geanalyseerd. De WVS is de belangrijkste bron die empirische data over houdingen van bijna 90% van de wereldbevolking beschikbaar stelt.
De WVS meet, houdt toezicht en analyseert een scala aan onderwerpen zoals: steun voor de democratie; tolerantie van vreemdelingen en etnische minderheden; steun voor gelijkwaardigheid van man en vrouw; houding ten opzichte van homoseksualiteit; veranderingen in de rol van religie; veranderingen als gevolg van globalisering; houdingen omtrent milieu, werk, familie, politiek en politieke tolerantie, nationale identiteit, cultuur, onzekerheid; subjectief welbevinden.
Uit de hele wereld zijn er partijen die gebruikmaken van de uitkomsten van de WVS zoals regeringen, wetenschappers, studenten, journalisten, internationale organisaties en instellingen zoals de Wereldbank en de Verenigde Naties.

## Geschiedenis
In 1981 initieerde Ronald Inglehart van de Universiteit van Michigan de eerste representatieve enquêtes. Toen werden uit 22 landen mensen ondervraagd naar hun waarden en opvattingen.
De WVS-enquêtes berusten op het werk van de onderzoeksgroep rond de European Values Study (EVS). De EVS onderzocht toen de waardepatronen van mensen uit acht West-Europese landen onder het patronaat van Jan Kerkhofs en Ruud de Moor. Hun universiteit - Tilburg University - is tot heden hoofdzetel van de EVS.
De eerste ondervraging werd tien jaar later herhaald en sindsdien is er sprake van golven (waves). Een centrale doelstelling is het longitudinale onderzoek naar de ontwikkeling van waarden in desbetreffende landen. Na de tweede golf begon de vijfjaarlijkse cyclus van enquêtes.
In het begin waren Afrikaanse en Zuid-Oost-Aziatische landen ondervertegenwoordigd. Met de invoering van een decentrale organisatiestructuur werden steeds meer landen opgenomen. Dit had tot gevolg dat de tweede golf al 42 landen, de derde 54, de vierde 62 landen omvatte. In de zesde golf waren meer dan 100 onderzoekers wereldwijd betrokken bij de uitvoering. 

### Edities
De volgende edities van de wereldenquêtes werden gepubliceerd: 
- Golf 1 (1981-1984)[2]
- Golf 2 (1990-1994)[3]
- Golf 3 (1995-1998)[4]
- Golf 4 (1999-2004)[5]
- Golf 5 (2005-2009)[6]
- Golf 6 (2010-2014)[7]
- Golf 7 (2015-2019): nog geen publicaties beschikbaar

## Methode
Het waardenonderzoek van de WVS steunt op de methodologie van Inglehart en Weizman. Het project biedt ook een platform voor aanverwante wetenschappelijke papers, of lokt kritische besprekingen uit.
Voor de WVS zijn mensen persoonlijk ondervraagd met behulp van een vragenlijst. De volledige versies van de laatste vijf enquêtes zijn beschikbaar op de officiële website van de World Values Survey. De vragenlijsten voor de vijfde golf omvatten rond 250 vragen. In elk land zijn 1000 tot 3500 mensen geïnterviewd. Voor de vierde golf zijn in totaal 92000 mensen ondervraagd.

## Resultaten
De WVS heeft laten zien dat waardenpatronen cruciaal zijn voor economische ontwikkeling en de opkomst en ontwikkeling van democratische instellingen. Ook dragen waarden bij aan gelijkheid tussen mannen en vrouwen en de effectiviteit van regeringen. 
De uitkomsten van het onderzoek worden op de officiële website van de WVS gepubliceerd, en zijn gratis beschikbaar. Op de officiële website vinden onderzoekers en geïnteresseerden een online tool voor een beschrijvende analyse van de uitkomsten.

### Hoe cultuur varieert

Inglehart-Welzel Cultural Map of the World

De analyse van de data uit de WVS identificeert twee kerndimensies van cross-culturele variatie in de wereld:
1. Traditionele waarden versus seculier-rationele waarden
2. Bestaanszekerheidswaarden (survival values) versus zelfexpressieve waarden (self-expression values)[12].

Bij traditionele waarden staan het belang van religie, de relatie tussen ouders en hun kinderen, een autoritaire samenleving en traditionele gezinspatronen centraal. Mensen die deze waarden belangrijk vinden, keuren echtscheiding, abortus, euthanasie en zelfmoord af. Een traditionele samenleving wordt gekenmerkt door nationale trots en nationalisme.
Hier tegenover staan de seculier-rationele waarden. In een seculiere samenleving zijn godsdienst, traditionele gezinspatronen en autoriteit minder belangrijk. Echtscheiding, abortus, euthanasie en zelfmoord worden meer geaccepteerd.
De Duitse wetenschapper Christian Welzel en zijn Amerikaanse collega Ronald Inglehart maken een koppeling tussen sociaal-economische ontwikkeling en geëmancipeerde culturele verandering. Zij stellen dat de culturele waarden van een samenleving veranderen naarmate een land zich sociaaleconomisch ontwikkelt. In eerste instantie zorgt de industrialisatie voor een verschuiving van traditionele bestaanszekere naar seculier-rationele waardepatronen. Als tweede zorgt de opkomst van de moderne kennismaatschappij voor een nieuwe reeks culturele veranderingen. In een kennismaatschappij legt een samenleving de nadruk op individuele autonomie, zelfexpressie en keuzevrijheid omdat bestaanszekerheid voor het merendeel van de bevolking vanzelfsprekend is.
Bestaanszekerheidswaarden leggen de nadruk op economische en fysieke zekerheid. Dit gaat samen met een etnocentrische opvatting en relatief veel intolerantie en wantrouwen.
Zelfexpressieve waarden benadrukken keuzevrijheid, milieubescherming, tolerantie voor buitenlanders en homoseksuelen, gelijkwaardigheid van man en vrouw en betrokkenheid bij economische en politieke besluitvormingsprocessen.
Op basis van dit tweedimensionaal spectrum kunnen landen in bepaalde culturele regio’s opgedeeld worden. Volgens de WVS verklaren de twee dimensies meer dan 70% van de grensoverschrijdende varianties in een factoranalyse van tien indicatoren.
Deze uitkomst bevestigt de stellingen van Max Weber in de godsdienstsociologie dat religie een sterke invloed op cultuur uitoefent.

### Ontwikkeling van democratische denkbeelden
Christian Welzel wijst op een tweede koppeling tussen culturele waarden en democratisering. Volgens hem komt de wens naar een democratische samenleving voort uit emancipatieve waarden. Het streven naar vrijheid is een onderdeel van culturele waarden in een samenleving. Door het institutionaliseren van democratische waarden kunnen de verworven vrijheidsrechten ook in de toekomst gegarandeerd blijven.
Uit data van de WVS blijkt dat vertrouwen en democratie de twee waarden zijn die de meeste culturele grenzen overschrijden. Bovendien blijkt uit het onderzoek dat de gelijkheid van man en vrouw een van de belangrijkste verschillen tussen de westerse en niet-westerse culturen is.

## European Values Study
(EVS) is een grootschalig, crossnationaal en longitudinaal onderzoeksprogramma over menselijke basiswaarden. EVS, dat mee aan de basis lag van World Values Survey, volgt een  gelijkaardige methodologie, maar bestrijkt in principe alle Europese landen, terwijl WVS zich beperkt tot een selectie. EVS startte in 1981, en publiceert om de negen jaar de onderzoeksresultaten. 
Ook bij EVS is sprake van “golven” bij de publicatie:
- 1981 - 1e EVS golf (16 landen)
- 1990 - 2e EVS golf (29 landen)
- 1999 - 3e EVS golf (33 landen)
- 2008 - 4e EVS golf (47 landen/regio's)
- 2017 - 5e EVS golf (in verwerking)